# تپه کل گدیک
تپه کل گدیک مربوط به دوره اشکانیان - سده‌های اولیه دوران‌های تاریخی پس از اسلام است و در شهرستان کوثر، بخش فیروزآباد، دهستان زرج آباد، روستای زناب واقع شده و این اثر در تاریخ ۲۶ اسفند ۱۳۸۷ با شمارهٔ ثبت ۲۵۷۸۶ به‌عنوان یکی از آثار ملی ایران به ثبت رسیده است.